# Eruga
|  | Per a altres significats, vegeu «Tracció per eruga». |

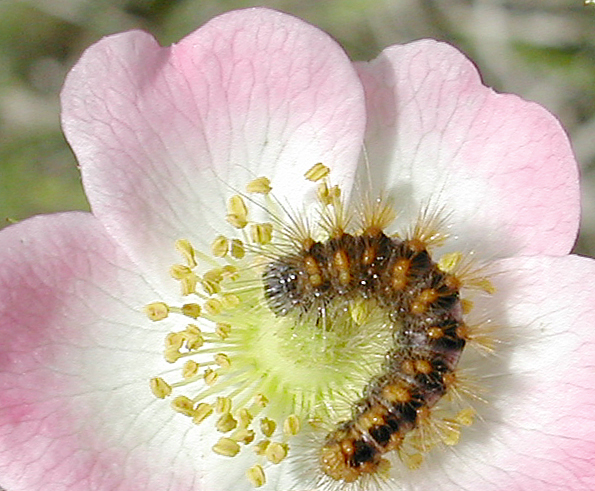
Una eruga

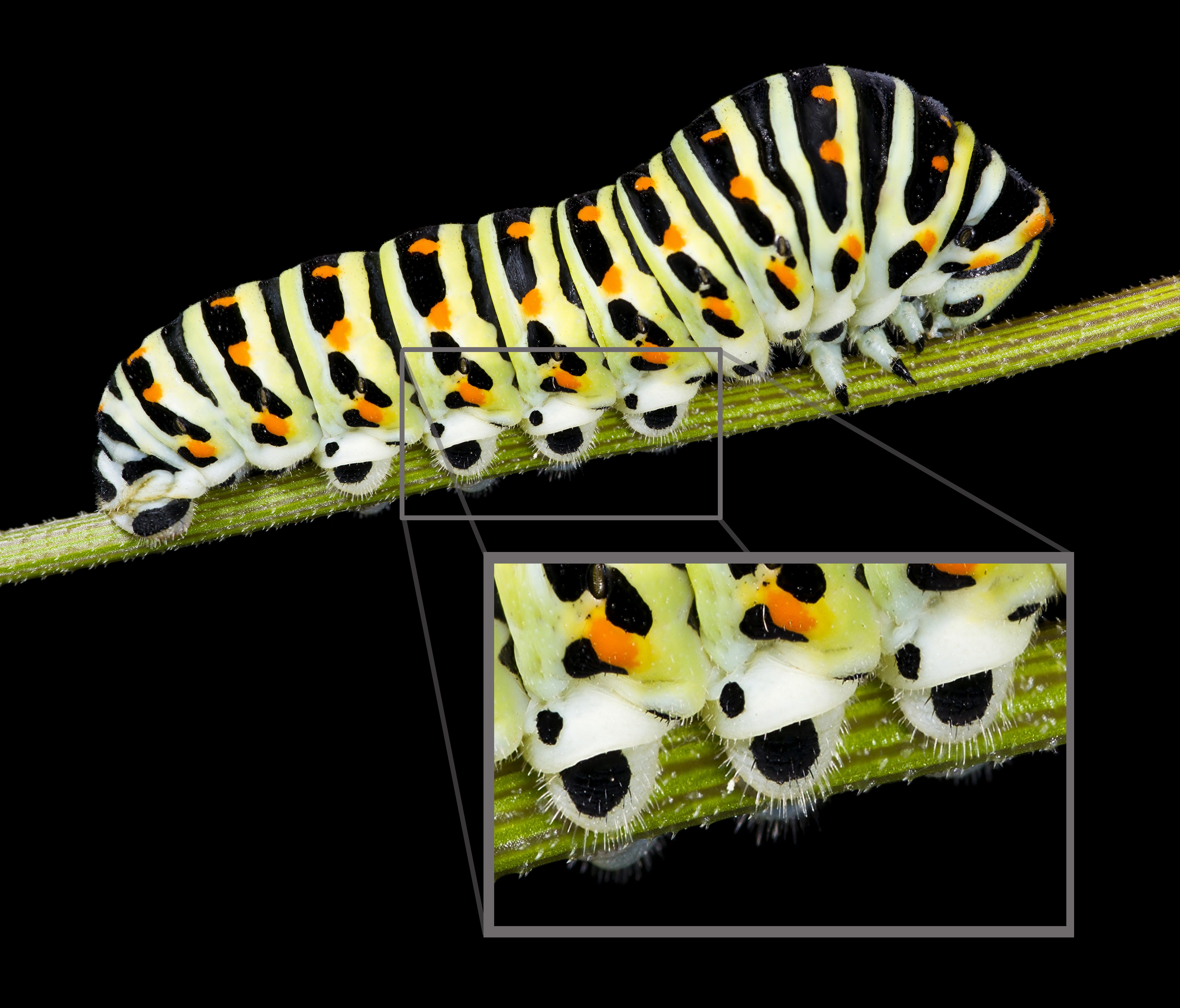
falses potes Papilio machaon

Una eruga és la forma larvària d'un lepidòpter (un membre de l'ordre d'insectes que conté les papallones i les arnes). Les erugues tenen cossos llargs i segmentats i molts parells de potes. S'alimenten voraçment de fulles, creixen ràpidament, solen mudar la pell quatre o cinc vegades, i eventualment es recobreixen de capolls i després arriben a la forma adulta. Les erugues que excaven túnels a l'interior de l'hoste es diuen corcs.
Les erugues tenen sis potes autèntiques (són hexàpodes) al tòrax, quatre potes falses als segments intermedis de l'abdomen, i a vegades una única parella de potes falses a l'últim segment abdominal. La larva dels símfits (Hymenoptera) sembla una eruga, però se la pot distingir perquè l'eruga té un espai entre les potes autèntiques i les vertaderes, mentre que els símfits no. Una altra diferència és que les erugues dels lepidòpters tenen ganxos a les potes falses. L'espai entre les potes autèntiques pot variar des d'un petit espai en algunes espècies fins a un gran espai en famílies tals com les Geometridae. Els geomètrids s'anomenen així a causa del mode en què es mouen, que fa que sembli que mesuren la longitud de la terra (en grec, el mot geomètrid vol dir "mesurador de la terra").
Les erugues no respiren per la boca. L'aire entra dins llurs cossos a través d'una sèrie de petits tubets als costats dels seus tòraxs i abdomen. Aquests tubets s'interconnecten dins el cos formant una xarxa traqueal. No tenen sentits molt desenvolupats. En lloc de tenir ulls tenen sis minúsculs ullets o «ocels» a la part baixa del cap. Confien en les seves antenes per trobar aliment.
Moltes espècies d'ocells i animals veuen les erugues com un suplement ric en proteïnes, de manera que les erugues han desenvolupat mètodes per protegir-se o camuflar-se. Aquests mètodes poden ser passius, actius, o els dos. Algunes erugues tenen grans «ulls falsos» cap al final de l'abdomen. Això és un intent de fer creure als depredadors que el seu darrere és de fet el seu davant, donant-los una oportunitat de fugir cap enrere quan són atacats. Altres tenen una pigmentació corporal molt similar a la planta de la qual s'alimenten.
Perga affinis i les erugues peludes tenen sistemes d'autodefensa més agressives. Aquestes erugues tenen pèls punxeguts o pèls que irriten qualsevol cosa que els fregui, o escupen sucs gàstrics molt àcids als enemics potencials. Tanmateix, alguns ocells, com el cucut, s'empassen fins i tot les erugues més peludes.
Algunes erugues es mengen les fulles de plantes que són tòxiques per als altres animals. A elles no les afecta el verí, però s'acumula dins el seu cos, fent-les altament tòxiques per a qualsevol ésser que se les mengi. Aquestes espècies tòxiques, tals com la Tyria jacobaeae, tenen colors vermells i grocs - els colors del perill.
Les erugues «són màquines de menjar». Tenen el ritme de creixement més alt de tots els animals. Per exemple, una eruga de Manduca sexta multiplica el seu pes per deu mil en menys de vint dies. Una de les seves adaptacions que els permet menjar tant és un estómac especialitzat que transporta ions molt ràpidament cap al lumen per tal de mantenir el nivell de potassi més alt a l'estómac que a la sang. Aquest mecanisme no es troba en cap vertebrat.
L'objectiu de totes aquestes mesures defensives és que un predador que es mengi una d'aquestes erugues, o ho intenti, no desitgi tornar a repetir l'experiència.
Algunes erugues es protegeixen per mitjà d'una simbiosi amb les formigues. Les papallones Lycaenidae en són un exemple.
Algunes erugues són plagues agrícoles o forestals. En són exemples Pieris rapae (enciams), la processionària així com tota una sèrie de corcs com entre d'altres la carpocapsa (el corc de les pomes i les peres), el corc del raïm i els corcs de la fusta.

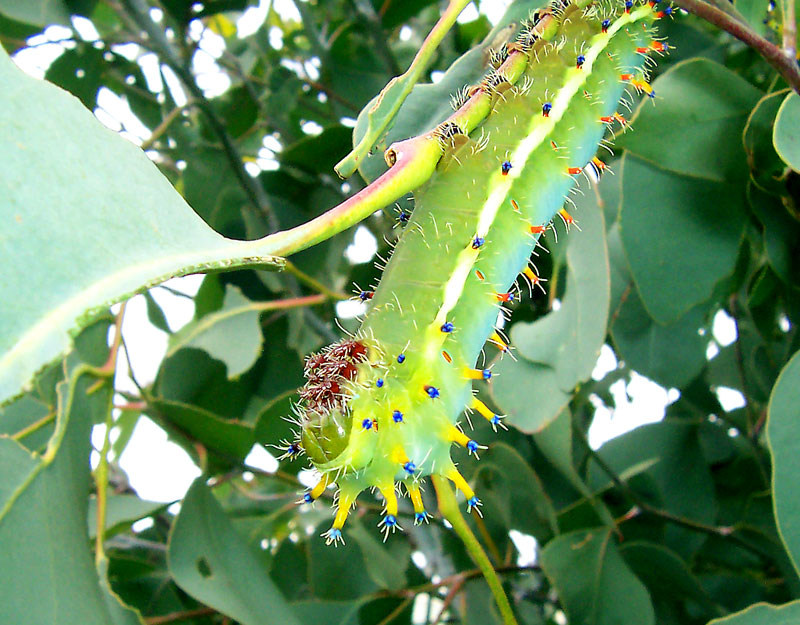
La impactant eruga d’Opodiphthera eucalypti
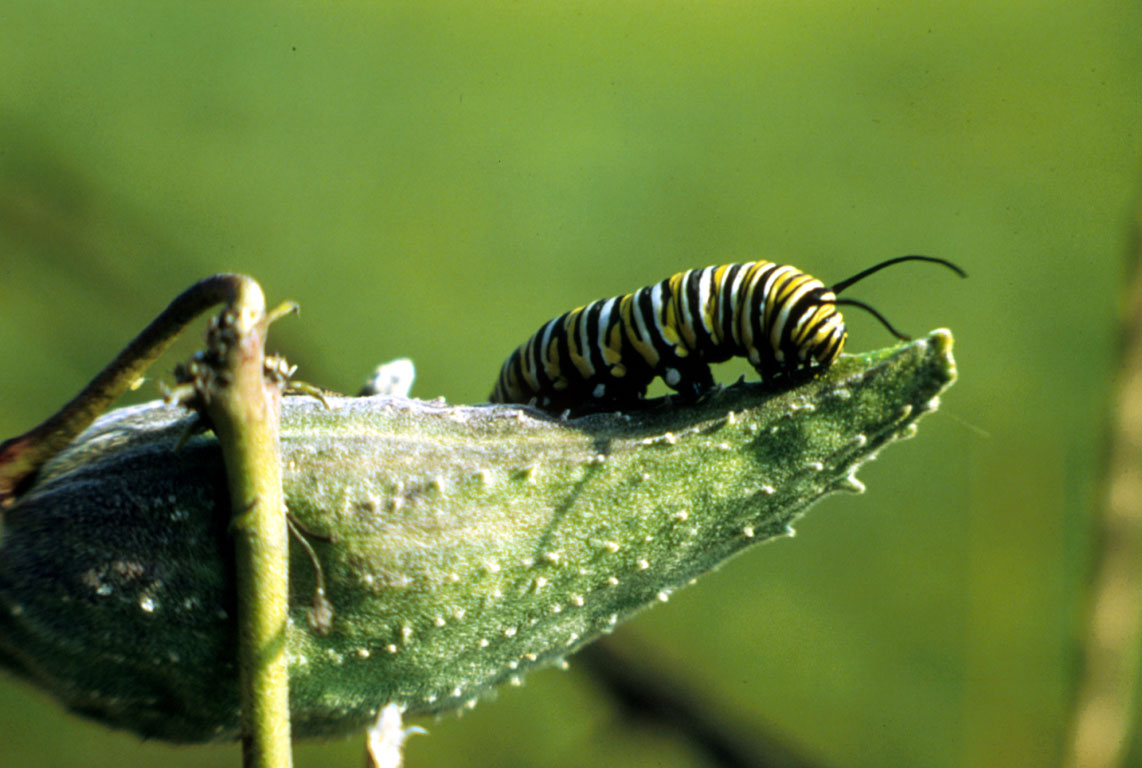
Eruga de la papallona monarca